# Jack Aspinwall
Jack Heywood Aspinwall (* 5. Februar 1933 in Bootle; † 19. Mai 2015 in Willsbridge bei Bristol) war ein britischer Politiker der Liberal Party sowie später der Conservative Party, der zweimal ohne Erfolg für die Liberal Party im Wahlkreis Kingswood für ein Mandat im Unterhaus kandidierte und diesen Wahlkreis für die Conservative Party zwischen 1979 und 1983 als Mitglied des House of Commons vertrat. Im Anschluss war er von 1983 bis 1997 Mitglied des Unterhauses für den Wahlkreis Wansdyke. Im Unterhaus gehörte der Hinterbänkler dem rechten Flügel innerhalb der konservativen Tories an.

## Leben

### Berufliche Laufbahn und erfolglose Unterhauskandidaturen 1974
Aspinwall, dessen Vater Inhaber einer Kette von Heimwerker-Geschäften war, leistete nach dem Besuch der 1544 gegründeten Grammar School von Prescot und dem Marconi College zwischen 1949 und 1956 Militärdienst in der Royal Air Force. Im Anschluss trat er in das Unternehmen seines Vaters ein, ehe er 1966 Direktor des Investmentunternehmens Sacrum Investments wurde, zu dem unter anderem der Red Lion-Pub in Bath sowie die Tongruben in Warmley bei Bristol gehörten.
Er begann seine politische Laufbahn für die Liberal Party, der er Mitte der 1950er Jahre als Mitglied beitrat, als er 1970 zum Mitglied des Stadtrates von Kingswood gewählt wurde. 1974 wurde er zum Mitglied des Rates des neugegründeten County of Avon gewählt.
Für die Liberal Party kandidierte er bei den Unterhauswahlen vom 28. Februar 1974 im Wahlkreis Kingswood erstmals für ein Mandat im House of Commons. Seine energische Kandidatur führte dazu, dass die Labour Party mit Terence „Terry“ William Walker diesen Wahlkreis gewann. Während Terry Walker 18.616 Stimmen (38,73 Prozent) erhielt, kam der Gegenkandidat von der Conservative Party, Charles Irving, auf 16.975 (35,32 Prozent) und Aspinwall auf beachtliche 12.471 Wählerstimmen (25,95 Prozent).
Bei den darauf folgenden Wahlen vom 10. Oktober 1974 kandidierte Aspinwall abermals für die Liberalen und Walker wieder für die Labour Party. Diesmal entfielen auf Walker 20.703 Wählerstimmen (44 Prozent), während sein neuer Herausforderer von den konservativen Tories, David Hunt, 18.173 Stimmen (38,54 Prozent) erhielt und damit das Ergebnis der letzten Wahl zumindest verbessern konnte. Aspinwall hingegen verlor deutlich und erreichte nur noch 8.216 Stimmen (17,46 Prozent).

### Wechsel zur Conservative Party und Unterhaus-Abgeordneter 1979 bis 1997

#### WahlkreisKingswood1979 bis 1983
1975 verließ Aspinwall die Liberal Party und trat der Conservative Party als Mitglied bei. Seinen Wechsel zu den konservativen Tories kommentierte er wie folgt: „Ich habe realisiert, dass die Priorität darin bestand, den Sozialismus zu besiegen. Ich hätte schon zwischen den beiden Wahlen 1974 zurücktreten müssen, wenn ich nicht loyal zu den örtlichen Mitgliedern der Liberal Party gewesen wäre“ (‚I realised the priority was to defeat socialism. I might have resigned between the two 1974 elections had it not been for the loyalty shown by local Liberal Party workers‘).
Als er zwei Jahre später 1976 zum Kandidaten der Tories bei den nächsten Unterhauswahlen nominiert wurde, traten zahlreiche Mitglieder aus der Wahlkreisorganisation der Conservative Party aus. Allerdings konnte er sich bei den Unterhauswahlen vom 3. Mai 1979, aus denen Margaret Thatcher als Siegerin hervorging, mit einem knappen Vorsprung von 303 Stimmen gegen den bisherigen Wahlkreisinhaber Terry Walker durchsetzen. Dabei entfielen auf ihn 23.553 Wählerstimmen (45,37 Prozent), während Terry Walker 23.250 Stimmen (44,79 Prozent) bekam.
In dem Wahlkreis setzte er sich insbesondere für die Interessen der Arbeiter in der Flugzeugindustrie in seinem Wahlkreis ein, hatte aber keinen großen Einfluss auf die Politik seiner Partei und befasste sich als Hinterbänkler eher mit nachrangigen Themen wie Gesetzentwürfen wie der Ermächtigung von Lokalverwaltungen zur Einführung von Hundefängern 1982. Das einzige Mal, bei dem Aspinwall landesweite Bekanntheit erreichte, war 1980, als er bei einer Wohltätigkeitsveranstaltung mit einem Fallschirm abstürzte und sich dabei drei Wirbel brach. Er war daraufhin sechs Monate lang gelähmt sowie doppelt inkontinent und musste anschließend eine Orthese tragen. Dies führte dazu, dass er 1987 die Regierung drängte, eine strengere Ausbildung für Fallschirmspringer-Anfänger zu fordern.

#### WahlkreisWansdyke1983 bis 1997
Bei den Unterhauswahlen vom 9. Juni 1983 kandidierte Aspinwall im neu geschaffenen Wahlkreis Wansdyke und konnte sich bei seiner ersten Wahl mit 28.434 Stimmen (50,61 Prozent) deutlich gegen R. Denton-White von der Liberal Party (15.368 Stimmen, 27,35 Prozent) sowie den Kandidaten der Labour Party, L. Williams, durchsetzen, auf den 12.168 Wählerstimmen (21,66 Prozent) entfielen. Er vertrat diesen Wahlkreis bis zu seinem Verzicht auf eine erneute Kandidatur bei den Wahlen am 1. Mai 1997.
Im Unterhaus schloss sich der Hinterbänkler Aspinwall zunehmend dem rechten Flügel innerhalb der konservativen Toriesan. Während er 1979 noch gegen die Todesstrafe stimmte, unterstützte er 1983 deren Wiedereinführung. Er wurde zu einem beständigen Gegner von Schwangerschaftsabbrüchen, der Absenkung des Alters zur Zustimmung bei homosexuellen Handlungen und forderte Eltern auf, ihre Telefone abzuschließen, um ihre Kinder vor pornografischen Anrufen zu schützen. 1983 sprach er sich für die von US-Präsident Ronald Reagan befohlene US-Invasion in Grenada aus.
Als er 1987 Margaret Thatchers Ablehnung zur Verschärfung von Sanktionen gegen Südafrika unterstützte, erhielt er Einladungen zum Besuch von Bophuthatswana und Ciskei, zwei vom Apartheid-Regime unterstützte Homelands, und trat dafür ein, dass britische Cricketspieler sich entscheiden konnten, in Südafrika zu spielen. Weiterhin klagte er Israel an, sich wie Nazi-Deutschland gegenüber den Palästinensern zu verhalten und lobte das Regime von Nicolae Ceaușescu in Rumänien noch kurz vor der Revolution 1989.
Aspinwall, der zwischen 1988 und 1992 Mitglied des Verkehrsausschusses des Unterhauses war, arbeitete auch als Berater einer Lobbyismusgesellschaft sowie als parlamentarischer Berater des Unternehmens Rentokil Initial. Anfang der 1990er Jahre kritisierte er die Entscheidung des Rates des County of Avon, ein Lager für New-Age-Anhänger zu unterstützen und bezeichnete dies als „einen nicht annehmbaren Weg Steuergelder von 1 Million Pfund Sterling auszugeben“ (‚an indefensible way of spending £1 million of taxpayers’ money‘).
Nach einer Operation am offenen Herzen 1995 verzichtete er auf eine erneute Kandidatur bei den Unterhauswahlen am 1. Mai 1997. Diese Wahlen führten letztlich zum landesweiten Wahlsieg der Labour Party von Tony Blair. Sein Gegenkandidat von der Labour Party bei den Wahlen vom 9. April 1992, Dan Norris, ging diesmal als klarer Sieger hervor und erreichte 24.117 Stimmen (44,1 Prozent), während der neue Wahlkreisbewerber der konservativen Tories, Mark Prisk, nur noch 19.318 Wählerstimmen (35,3 Prozent) erhielt. Der Zugewinn von Norris von 16,4 Prozentpunkten war damit der höchste Zuwachs für einen Labour-Kandidaten landesweit.
Aspinwall, der seit 1954 mit Brenda Squires verheiratet sowie Vater eines Sohnes sowie von zwei Töchtern war, veröffentlichte auch mehrere Bücher mit After-Dinner-Stories anderer Abgeordneter wie Kindly Sit Down! (1984), Hit Me Again (1985), Tell Me Another (1986) sowie Go With the Flow (1988) und unterstützte mit den Einnahmen Wohltätigkeitsorganisationen wie den nach Airey Neave benannten Airey Neave Memorial Fund.

## Veröffentlichungen
- Kindly Sit Down!, 1984
- Hit Me Again, 1985
- Tell Me Another, 1986
- Go With the Flow, 1988